# 阿爾塔 (加利福尼亞州)
阿爾塔（英語：Alta）是位於美國加利福尼亞州普萊瑟縣的一個人口普查指定地區。

## 地理
阿爾塔的座標為39°12′24″N 120°48′41″W / 39.20667°N 120.81139°W，而該地最高點為海拔高度1141米（即3743英尺）。

## 人口
根據2010年美國人口普查的數據，阿爾塔的面積為6.19平方千米，當中陸地面積為6.17平方千米，而水域面積為0.02平方千米。當地共有人口609人，而人口密度為每平方千米98人。